# تونتشي بوبان
تونتشي بوبان هو لاعب كرة قدم كرواتي في مركز الوسط، ولد في 30 نوفمبر 1971 في جمهورية يوغوسلافيا الاشتراكية الاتحادية. لعب مع إرتسغيبيرغه آوه وتنس بوروسيا برلين.

## وصلات خارجية
- تونتشي بوبان على موقع بيانات كرة القدم. دي إي (الألمانية)